# Lommatzsch
Lommatzsch là một đô thị ở huyện of Meißen trong bang tự do Sachsen, Đức. Đô thị Lommatzsch có diện tích 66,47 km², dân số thời điểm ngày 31 tháng 12 năm 2006 là 5875 người.